# Makoto Tezuka
Makoto Tezuka (手塚 眞 Tezuka Makoto?) es un director de películas y de anime. Nació el 11 de agosto de 1961 en Tokio, Japón. Inicialmente, Makoto partió con su propia empresa llamada Tezuka Productions, creando y reproduciendo trabajos de su padre, el famoso Osamu Tezuka. Después empezó con otra empresa propia, Neontetra. Se casó con la mangaka Reiko Okano. 

## Trabajos seleccionados

### Películas
- Hakuchi (The Innocent) (starring Tadanobu Asano, Miyako Koda, Y Reika Hashimoto, 1999)
- Jikken eiga (Experimental Cinema) (starring con Masatoshi Nagase and Reika Hashimoto, 1999)
- Black Kiss (lo renombró a Synchronicity, starring Masanobu Andō, Kaori Kawamura, y Reika Hashimoto, 2006)

### Anime
- Akuemon (OVA): Director
- Black Jack (2004 TV): director
- Black Jack 21 (TV): Director
- Black Jack Special: The 4 Miracles of Life: Director
- Black Jack: The Two Doctors Of Darkness: Director
- Dr. Pinoko no Mori no Bouken: Supervisor
- Pluto: Top Supervisor

## Premios y distinciones
Festival Internacional de Cine de Venecia
| Año  | Categoría                           | Película | Resultado |
| ---- | ----------------------------------- | -------- | --------- |
| 1999 | Premio Future Film Festival Digital | Hakuchi  | Ganador   |